# Gemüsemark
Gemüsemark ist ein Erzeugnis der Gemüseverarbeitung in der Lebensmittelherstellung.

## Definition
Gemäß DLMB ist Gemüsemark das gärfähige, unvergorene oder milchsauer vergorene, aus dem passierten, genießbaren Teil der ganzen oder 
geschälten Gemüse ohne Abtrennen des Saftes gewonnene Erzeugnis.

## Konzentriertes Gemüsemark
Gemäß DLMB ist Konzentriertes Gemüsemark das aus Gemüsemark durch schonendes, physikalisches Abtrennen eines bestimmten Teils des natürlichen Wassergehaltes hergestellte Erzeugnis. Das zur Abgabe an den Verbraucher bestimmte Erzeugnis wird mindestens auf die Hälfte des Volumens des ursprünglichen Gemüsesaftes eingeengt.

## Erzeugnisse
- Tomatenmark
- Paprikamark, aus Gemüsepaprika
- Erős Pista, ungarisches Paprikamark aus scharfem Gewürzpaprika